# The Tale the Pine-trees knew
The Tale the Pine-trees knew est un poème symphonique du compositeur britannique Arnold Bax composée en 1931.

## Contexte
Arnold Bax achève son poème symphonique, dédié à John Barbirolli, en décembre 1931 et son atmosphère imaginative inspire clairement l'atmosphère de la Symphonie no 5. C'est d'ailleurs à cette époque qu'il écrit à Mary Gleaves : « Les pins […] soupiraient et soupiraient et je désirais ardemment que tu sois avec moi » (« The pine trees … sighed and sighed and I longed for you to be with me »). Bien qu'il ait tenu à réfuter toute signification extra-musicale forte de son œuvre, Arnold Bax a admis que, pendant sa composition, il avait « pensé aux sagas nordiques et aux légendes traditionnelles sauvages des Celtes des Highlands » (« thinking of the Norse sagas and the wild traditional legends of the Highland Celts »).

## Analyse
Elle commence par des doubles croches aux altos qui s'élancent comme le vent à travers les arbres. Le thème principal apparaît aux cuivres tandis que les cordes montent et descendent avec une grande énergie. Une longue section plus lente suit, avec des cordes et une harpe en sourdine, ponctuée par des sections de vents et de cors solistes perçant la brume. Le tempo s'accélère à nouveau et s'intensifie, pour aboutir progressivement à une déclaration vigoureuse du thème principal avec des cuivres et des percussions. Il ne faut cependant pas attendre longtemps avant qu'un solo de violon ne rétablisse l'atmosphère tranquille qui régnait auparavant et ne termine l'œuvre dans les brumes et les ombres de la forêt.